# Golgi Endoplasmatic Reticule Lysosomes
I Golgi Endoplasmatic Reticule Lysosomes (GERL complex) sono particolari regioni del citoplasma di cellule vegetali in sviluppo, dalle quali si originerebbero i vacuoli (meccanismo noto come ontogenesi vacuolare).
Secondo l'ipotesi di Marty, infatti, vescicole derivanti da tre organelli diversi (apparato di Golgi, reticolo endoplasmatico e lisosomi) chiamate provacuoli tubolari, si assocerebbero in una struttura a forma di gabbia racchiudendo una zona del citosol.
In seguito alla fusione di queste vescicole, la regione di citosol inglobata diventa il lume di un piccolo vacuolo, il quale durante la crescita della cellula si unisce ad altri piccoli vacuoli fino alla formazione, in genere, di un grande vacuolo centrale nella cellula adulta.